# Garuda-Indonesia-Flug 421

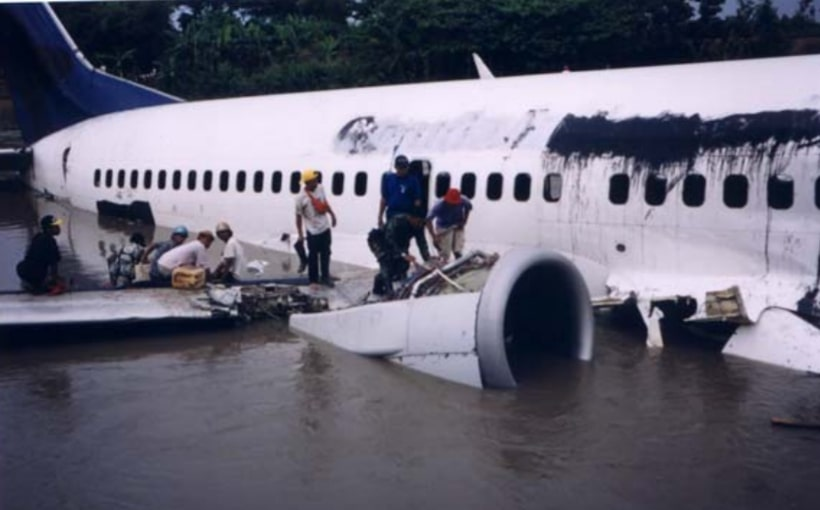
Das Wrack von außen

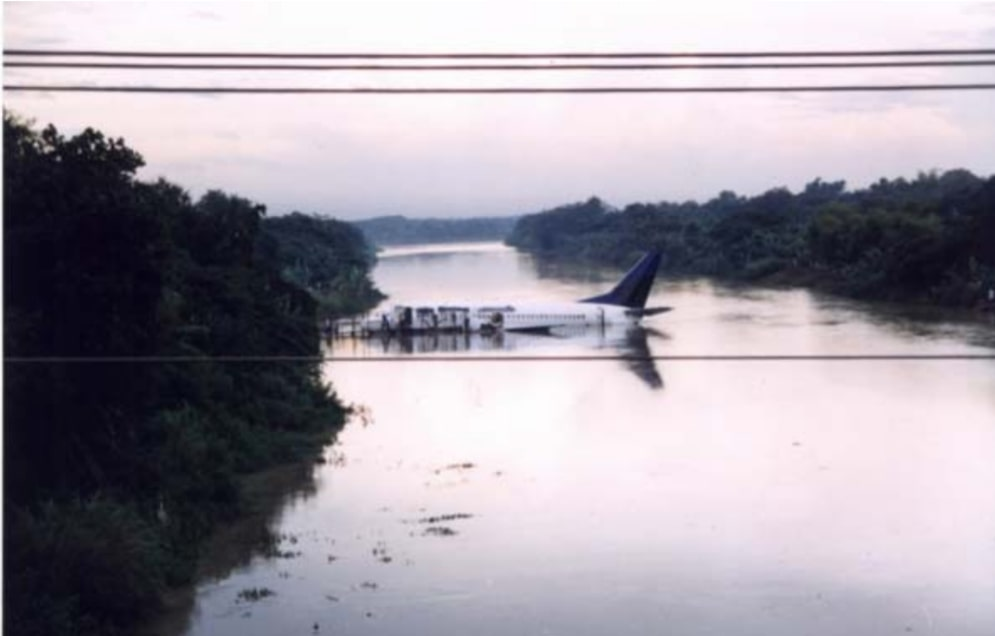
Der Unfallort

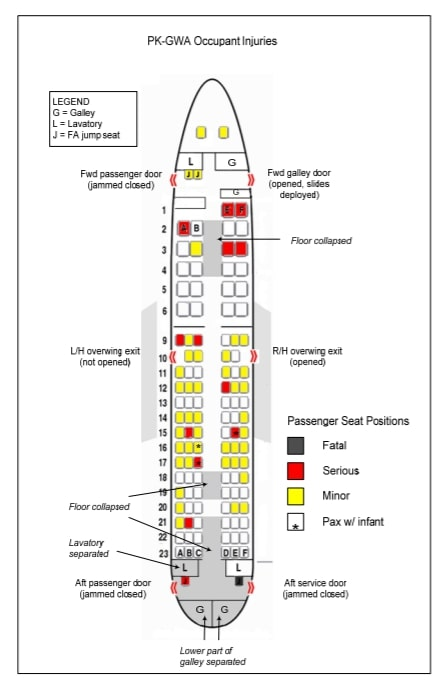
Verletzungen nach Sitzposition

Am 16. Januar 2002 führte die Besatzung einer Boeing 737-300 auf dem Garuda-Indonesia-Flug 421 von Mataram nach Yogyakarta eine Notwasserung auf dem Solo-Fluss auf der indonesischen Insel Java durch, nachdem beide Triebwerke durch Hagelschlag ausgefallen waren. Bei der Notwasserung kam eine Flugbegleiterin ums Leben.

## Flugzeug
Die Boeing 737-3Q8 (Kennzeichen: PK-GWA) absolvierte am 7. April 1989 ihren Erstflug und war am 24. April 1989 an Garuda Indonesia ausgeliefert worden. Zum Zeitpunkt des Unfalls war die Maschine etwa 12 Jahre und 10 Monate alt. Sie war mit zwei CFM-International-CFM56-Triebwerken ausgestattet und die erste Boeing 737, die von Garuda Indonesia betrieben wurde.

## Flugverlauf
Die Maschine hob um etwa 15:00 Uhr in Mataram ab und stieg auf die Reiseflughöhe von 31.000 Fuß. Während des Beginns des Sinkfluges entschied sich der Kapitän aufgrund von Gewittern, von der geplanten Route abzuweichen. Um 16:19 Uhr erreichte die Maschine erstmals das Gebiet einer starken Gewitterzelle mit Turbulenzen, starken Gewittern und extremen Niederschlägen und Hagel. 90 Sekunden später, als sich das Flugzeug gerade auf etwa 18.000 Fuß befand, erlitten beide Triebwerke einen Flammabriss, wodurch die Boeing sowohl ihren Schub als auch ihre Stromversorgung verlor. Die Piloten versuchten mehrmals, die Triebwerke neu zu starten, was ihnen allerdings nicht gelang. Daraufhin versuchten sie, durch das Starten des Hilfstriebwerks die elektrische Stromversorgung der Maschine wiederherzustellen. Auch dieser Versuch misslang, wodurch auch kein Notruf an die Flugkontrolle abgegeben werden konnte. Daraufhin entschieden sich die Piloten, auf dem unter der Wolkenschicht in Sicht gekommenen Solo-Fluss notzuwassern. Die Maschine setzte um 16:29 Uhr mit dem hinteren Rumpf zuerst auf dem Wasser auf und blieb nach der Wasserung intakt. Rumpf und Tragflächen sowie die wichtigsten Steuerinstrumente blieben intakt. Trotzdem musste die Maschine später als Totalschaden abgeschrieben werden. Da die Nase beim Landen relativ hoch angestellt war, prallte das Heck zuerst auf, wodurch der Bereich des Kabinenbodens weggerissen wurde, wo zwei Flugbegleiterinnen saßen. Eine der beiden wurde dabei getötet. Mehrere weitere Insassen wurden verletzt.

## Rettungsaktion
Für die Evakuierung standen nur zwei Türen zur Verfügung. Bewohner eines nahen Dorfes halfen den Passagieren bei der Rettung und versorgten diese. Nach der Evakuierung riefen die Piloten den Tower per Mobiltelefon an, berichteten über die Notlandung und übermittelten den Ort. Daraufhin wurden Rettungskräfte zur Unfallstelle geschickt, die etwa zwei Stunden nach der Notwasserung von diesen erreicht wurde.

## Untersuchung
Die Untersuchung wurde von der indonesischen Transportsicherheitsbehörde NTSC geleitet. Ihr Abschlussbericht deckt als Hauptursache für den Unfall auf, dass die Pilotenausbildung bei der Interpretation von Wetterradardaten informell und unzureichend war. Außerdem könnte es sein, dass der Niederschlag so dicht war, dass auf Radardaten eine mögliche Route durch den Sturm erkennbar war, da die Radarreflexionen dadurch gedämpft worden sein könnten. Als ursächlich für den Flammabriss in beiden Triebwerken wurde eindeutig ermittelt, dass ein extremer Hagelschauer, der auch die Front des Flugzeugs beschädigte, zusammen mit einer erhöhten Niederschlagsmenge über der Toleranz der Triebwerke lag.

## Flugnummer
Die Flugnummer 421 von Garuda Indonesia wird inzwischen für eine der mehrtägigen Flugverbindungen zwischen den Garuda-Basen Denpasar (Bali) und Jakarta-Soekarno-Hatta verwendet.

## Darstellung in Medien
In der kanadischen Fernsehserie Mayday – Alarm im Cockpit wurde der Unfall in der achten Folge der 16. Staffel als River Runway (deutscher Titel: Landung auf dem Fluss) nachgestellt.